# Santarém (kerület)
Santarém kerület Portugália középső részén, Centro (régió) és Alentejo régióban található. Délről Setúbal (kerület) és Évora (kerület), nyugatról az Lisszabon (kerület) és Leiria (kerület), északról Castelo Branco (kerület), kelet felől pedig Portalegre (kerület) határolja. Nevét székhelye után kapta. Területe 6747 négyzetkilométer, ahol 475344 fős népesség él.

## Municípiumok
Santarém kerületben 21 municípium található, melyek a következők:
- Abrantes municípium
- Alcanena municípium
- Almeirim municípium
- Alpiarça municípium
- Benavente municípium
- Cartaxo municípium
- Chamusca municípium
- Constância municípium
- Coruche municípium
- Entroncamento municípium
- Ferreira do Zêzere municípium
- Golegã municípium
- Mação municípium
- Ourém municípium
- Rio Maior municípium
- Salvaterra de Magos municípium
- Santarém municípium
- Sardoal municípium
- Tomar municípium
- Torres Novas municípium
- Vila Nova da Barquinha municípium

## Fordítás
Ez a szócikk részben vagy egészben  a   Santarém District című angol Wikipédia-szócikk ezen változatának fordításán alapul.  Az eredeti cikk szerkesztőit annak laptörténete sorolja fel. Ez a jelzés csupán a megfogalmazás eredetét és a szerzői jogokat jelzi, nem szolgál a cikkben szereplő információk forrásmegjelöléseként.